# Тарасов, Антон Юрьевич
Анто́н Ю́рьевич Тара́сов (род. 12 июля 1990 года) — российский писатель, поэт и композитор. Автор романов «Ирония фарта», «Подводные камни», сборника повестей «Сказки PRO…». Ряд произведений, написанных в соавторстве с Дмитрием Березиным, объединён в мистическую серию «Невозможное рядом».

## Биография
Родился в Ленинграде. Имеет диплом коррекционного психолога. Окончил Институт специальной педагогики и психологии имени Рауля Валленберга и Музыкальную академию Украины им. П. И. Чайковского по кафедре композиции. С 15 лет начал публиковать стихи в различных сетевых и периодических изданиях, в том числе в течение нескольких лет под псевдонимом «Дмитрий Габенский».

## Творчество
Проза Антона Тарасова, стилистическую направленность которой можно определить как психологический реализм, психологическая мистика, отличается глубокой прорисовкой деталей. Основной темой творчества является тема выбора, границ свободы человека, правдивости его ощущений и восприятия реальности. Тема шоу-бизнеса также занимает в произведениях Антона Тарасова не последнее место. Роман «Ирония фарта» рассказывает о девушке, рано потерявшей родителей и решившей посвятить себя шоу-бизнесу. Действие повести «Письма к Лиде» разворачивается вокруг известной советской певицы Лидии Клемент. Роман «Сплетение песен и чувств» посвящён творчеству братьев Валерия Меладзе и Константина Меладзе. Несмотря на то, что роман «Сплетение песен и чувств» был написан в 2012 году, он приобрёл известность в 2014 году, когда вышло переиздание книги и одновременно в России, Белоруссии, Украине и Казахстане начался показ телешоу «Хочу к Меладзе». Сборник «Пару штрихов тому назад», написанный в соавторстве с Дмитрием Березиным и изданный в августе 2016 года содержит две повести и два романа и относится к современной мистической прозе. Книга уже издавалась ранее, в 2013 году. В произведениях авторы затрагивают злободневные социальные и внутренние человеческие проблемы, несмотря на мистическую направленность творчества.

## Общественная деятельность
В июне 2014 года в числе многих других российских писателей и деятелей культуры не поддержал введение законодательных мер по ограничению и запрету использования ненормативной лексики в кино и литературе.
В конце апреля 2015 года появились сообщения, что писатель готов предложить авторский текст для ежегодной образовательной акции «Тотальный диктант». В декабре 2015 года Тарасов достаточно резко высказался о бесцельности и бесполезности мероприятий, проводимых в Год литературы, более того, писатель заявил, что этот год в целом повлиял негативно на издательское и книгопечатное дело.

## Экранизации
В 2013 году была начата экранизация романа Антона Тарасова «Ирония фарта». На апрель 2014 года лента находится в стадии монтажа. Премьера нового фильма назначена на 11 декабря 2014 года. Сообщается, что Антон Тарасов выступит также и как композитор, написав музыку к саундтреку.

## Музыкальная карьера
Антон Тарасов является так же и композитором, регулярно представляющим публике свои треки. Направление его музыки в целом можно охарактеризовать, как электронную. На музыкальных порталах и в магазинах творчество Тарасова относят к таким стилям, как Ambient, Downtempo, Chillout, Instrumental, Classical Crossover и Pop. 2 августа 2016 года Антон Тарасов презентовал свой первый полноценный альбом под названием «Hoaxes». В него вошли 10 новых треков электронной музыки. По словам самого композитора, предпосылкой к созданию альбома можно считать сингл «Rem sleep», выпущенный в октябре 2015 года.

## Дискография

### Студийные альбомы
- «Hoaxes» (2016)

### Саундтреки
- 2014: Тема Натали
- 2014: It`s show
- 2015: Disturbing the peace
- 2015: Sine spe
- 2015: REM sleep
- 2015: The end of Millenium
- 2016: Fortune

## Произведения и публикации
- Тарасов, А. Сплетение песен и чувств / Роман. — Montreal: Accent Graphics, 2012. — ISBN 978-1-310-37600-9
- Тарасов, А., Березин, Д. Между двух гроз / Повести. — Montreal: Accent Graphics, 2013. — ISBN 978-1-310-72346-9
- Тарасов, А. Театр снов [Текст] / Антон Тарасов. — М.: Эдитус, 2013. — 180,[5] с. — ISBN 978-5-906162-43-4 — 2 000 экз
- Тарасов, А. Между двух гроз [Текст] / Антон Тарасов, Дмитрий Березин. — М.: Эдитус, 2013. — 173,[2] с. — ISBN 978-5-906162-35-9 — 2 000 экз
- Тарасов, А., Березин, Д. Пару штрихов тому назад / Роман. — Montreal: Accent Graphics, 2013. — ISBN 978-1-311-05796-9
- Тарасов, А., Березин, Д. Бремя тела / Роман. — Montreal: Accent Graphics, 2013. — ISBN 978-1-311-29666-5
- Тарасов, А. Ирония фарта / Роман. — Montreal: Accent Graphics, 2013. — ISBN 978-1-311-94703-1
- Тарасов, А. Подводные камни / Роман. — Montreal: Accent Graphics, 2013. — ISBN 978-1-311-92958-7
- Тарасов, А. Сказки PRO… / Повести. — Montreal: Accent Graphics, 2014. — ISBN 978-1-310-37600-9
- Тарасов, А. Ирония фарта. — СПб.: Комильфо, 2014. — 512 с. — ISBN 978-5-91339-265-7 — 5 000 экз
- Тарасов, А. Сплетение песен и чувств / Роман. — СПб.: Комильфо, 2014. — 256 с. — ISBN 978-5-91339-284-8 — 5 000 экз
- Тарасов, А., Березин, Д. Пару штрихов тому назад / Сборник. — М.: Грифон, 2016.— 464 с. — ISBN 978-5-98862-303-8 — 5000 экз